# Aloe ambigens
Aloe ambigens é uma espécie de liliopsida do gênero Aloe, pertencente à família Asphodelaceae.